# ایگور کوزمین
ایگور کوزمین (استونیایی: Igor Kuzmin؛ زادهٔ ۲۳ نوامبر ۱۹۸۲) قایقران روئینگ اهل استونی است.
وی در مسابقات کشوری و بین‌المللی در مجموع برندهٔ ۱ مدال برنز شده‌است.